# Слободан Милеуснић
Слободан Милеуснић (Говеђе Пољe, код Дарувара, 9. април 1947 — Београд, 22. новембар 2005) био је историчар уметности и секретар Одељења за ликовне уметности Матице српске.

## Биографија
Основну школу је завршио у родном месту и у Тројеглави, а Богословију „Свети Сава” у Београду (1968). Исте године уписао је Теолошки факултет на ком је дипломирао 1973. На Филозофском факултету („Историја уметности, музеолошки смер”) дипломирао је 1977. године. Усавршавао се у Немачкој, на постдипломским студијима, и 1984. године одбранио магистарски рад „Српско сликарство 17. и 18. века у Славонији” на Филозофском факултету у Београду. На истом Факултету одбранио је 2004. године докторску тезу „Пожешка митрополија”. Од 1975. био је запослен у Српској патријаршији, у Музеју Српске православне цркве.

## Рад
Био је главни и одговорни уредник ревије „Српска православна црква – њена прошлост и садашњост” (1985—1989) и главни и одговорни уредник листа „Православљe” (1989—1992). Учесник је бројних научних скупова у Србији и иностранству. Био је управник Музеја Српске православне цркве, координатор „Савета за обнову храмова и културне баштине Српске цркве” и секретар Светог архијерејског синода. Био је члан Републичког одбора за обнову манастира Хиландара, затим члан Управног одбора Народног музеја у Београду, Матице српске у Новом Саду, односно Галерије Матице српске и „Културно-просветне заједнице Србије”. Добитник је више признања из области заштите црквено-уметничког наслеђа, музеологије и деловања у области културе (плакета Михајло Валтровић, Златни беочуг града Београда и друго).

## Дела
Поред неколико научних и стручних монографија, објавио је и преко петсто чланака, приказа, предговора, енциклопедијских прилога, интервјуа у домаћој и страној периодици, зборницима радова и енциклопедијама.
- Милеуснић, Слободан (1985). „Сликар Остоја Мркојевић и његова иконописачка дела”. Зборник за ликовне уметности. 21: 353—368.
- Манастир Драговић (Београд, 1986)
- Милеуснић, Слободан (1988). „Судбина ризнице манастира Гргетега”. Зборник Матице српске за ликовне уметности. 24: 307—330.
- Милеуснић, Слободан (1989). Свети Срби (1. изд.). Крагујевац: Каленић.
- Милеуснић, Слободан (1989). Музеј Српске православне цркве (1. изд.). Београд: Српска православна црква.
- Милеуснић, Слободан (1989). „Два загребачка панагијара” (PDF). Саопштења. Републички завод за заштиту споменика културе. 20-21 (1988-1989): 225—229.
- Милеуснић, Слободан (1989). „Косовско предање у српској уметности на подручју Славоније” (PDF). Богословље. 33 (1-2): 38—42. Архивирано из оригинала (PDF) 01. 12. 2021. г. Приступљено 01. 12. 2021.
- Милеуснић, Слободан (1989). „Представе Срба светитеља и светих у црквеном сликарству Славоније”. Зборник о Србима у Хрватској. 1: 173—188.
- Милеуснић, Слободан (1991). „Софроније Јовановић, епископ пакрачки (1743-1757) и његов однос према барокној уметности у Славонији”. Западноевропски барок и византијски свет. Београд: Српска академија наука и уметности. стр. 255—261.
- Милеуснић, Слободан (1992). Свети Стефан Штиљановић, ратник и светац (1. изд.). Сремски Карловци: Епархија сремска.
- Милеуснић, Слободан (1994). Манастир Крка (1. изд.). Београд: Музеј Српске православне цркве.
- Mileusnić, Slobodan (1994). The Monastery of Krka. Belgrade: Museum of the Serbian Orthodox Church.
- Милеуснић, Слободан (1994). Духовни геноцид: Преглед порушених, оштећених и обесвећених цркава, манастира и других црквених објеката у рату 1991-1993. Београд: Музеј Српске православне цркве.
- Милеуснић, Слободан (1995). Водич кроз манастире у Србији (1 изд.). Београд: Српска књижевна задруга.
- Милеуснић, Слободан (1995). Средњовековни манастири Србије: The Mediaval Monasteries of Serbia (1. изд.). Нови Сад: Прометеј; Православна реч.
- Милеуснић, Слободан (1996). Средњовековни манастири Србије: The Mediaval Monasteries of Serbia (2. изд.). Нови Сад: Прометеј; Православна реч.
- Милеуснић, Слободан (1996). Духовни геноцид 1991-1995: Преглед порушених, оштећених и обесвећених цркава, манастира и других црквених здања на територији бивших југословенских република Хрватске и Босне и Херцеговине. Београд: Музеј Српске православне цркве.
- Милеуснић, Слободан (1997). Духовни геноцид: Преглед порушених, оштећених и обесвећених цркава, манастира и других црквених објеката у рату 1991-1995 (1997). Београд: Музеј Српске православне цркве.
- Милеуснић, Слободан (1997). Средњовековни манастири Србије: The Mediaval Monasteries of Serbia (3. изд.). Нови Сад: Прометеј; Православна реч.
- Милеуснић, Слободан (1998). Средњовековни манастири Србије: The Mediaval Monasteries of Serbia (4. изд.). Нови Сад: Прометеј; Православна реч.
- Хиландар (Нови Сад, 1998)
- Светиње Косова и Метохије (Београд 1999. и 2001)
- Милеуснић, Слободан (2000) [1989]. Свети Срби (2. изд.). Нови Сад: Прометеј.
- Милеуснић, Слободан (2001) [1989]. Музеј Српске православне цркве (2. допуњено изд.). Београд: Српска православна црква.
- Милеуснић, Слободан (2001) [1994]. Манастир Крка (2. изд.). Београд: Српски демократски форум.
- Манастири Србије (Београд 2002. и 2003)
- Милеуснић, Слободан (2003) [1989]. Свети Срби (3. изд.). Birmingham-Београд: Lazarica press; Милица прес.
- Милеуснић, Слободан (2004). Српски манастири од Хиландара до Либертвила. Београд: Српска књижевна задруга.
- Милеуснић, Слободан (2005) [1992]. Свети Стефан Штиљановић, ратник и светитељ (2. изд.). Будва: Духовни центар Св. Стефан Штиљановић.
- Милеуснић, Слободан (2006). Пожешка митрополија. Београд: Музеј Српске православне цркве.
- Милеуснић, Слободан (2006). „Духовни геноцид - културна катастрофа: Континуитет црквенорушитељства на Косову и у Метохији” (PDF). Срби на Косову и у Метохији: Зборник радова са научног скупа. Београд: Српска академија наука и уметности. стр. 53—61. Архивирано из оригинала (PDF) 19. 10. 2017. г. Приступљено 01. 08. 2017.
- Милеуснић, Слободан (2007) [1995]. Водич кроз манастире у Србији (2. изд.). Београд: МСТ Гајић, Завод за унапређивање образовања и васпитања.